# Badlands (videogioco 1989)
Badlands (a volte trascritto BadLands o Bad Lands) è un videogioco arcade simulatore di guida con combattimenti pubblicato nel 1989/1990 dalla Atari Games. Nel 1990 la Domark su licenza della Tengen ne pubblicò conversioni per gli home computer Amiga, Amstrad CPC, Atari ST, Commodore 64 e ZX Spectrum.
Viene spesso considerato l'ultimo titolo della serie di Super Sprint. Rispetto ai precedenti giochi di corse della serie introduce la possibilità di sparare agli avversari e un'ambientazione post-apocalittica.

## Modalità di gioco
Badlands consiste in gare a circuito chiuso tra tre autovetture, delle quali una o due sono controllate da giocatori e le restanti dal computer. La visuale è dall'alto a schermo fisso, su scenari desolati nella zona postnucleare. Ogni gara si svolge su quattro giri, e per passare al livello successivo senza usare crediti è necessario arrivare primi. Ci sono otto circuiti con forme e temi grafici diversi, spesso con percorsi che si intersecano e ostacoli animati.
Le auto, oltre a sterzare, accelerare e frenare, possono sparare frontalmente per colpire gli avversari e così rallentarli. Si possono ottenere come armi alternative i missili, in grado di distruggere i veicoli avversari, che verranno poi sempre sostituiti con veicoli nuovi trasportati in pista da un elicottero, ma perdendo alcuni secondi di tempo.
Come nei precedenti giochi Sprint, sulla pista compaiono di tanto in tanto chiavi inglesi, da raccogliere e usare poi come moneta di scambio per acquistare potenziamenti tra una gara e l'altra. Altre chiavi inglesi si ottengono con le vittorie e i tempi record. I potenziamenti disponibili, in quantità crescenti, sono missili, pneumatici (tenuta di strada), turbo (accelerazione), velocità massima e scudi protettivi.
Bonus o altri effetti particolari si possono ottenere sparando a certi elementi dello scenario, ad esempio colpire contenitori di liquidi per creare chiazze scivolose o distruggere recinti per creare scorciatoie. Gli scenari interattivi mancano nelle conversioni Amstrad e Spectrum, mentre in altre conversioni ci sono anche alcuni elementi in più, come barili esplosivi.

## Accoglienza
I giudizi della critica furono molto variabili, con medie intorno alla sufficienza su tutte le piattaforme.
All'epoca uscì anche Super Off Road, anch'esso basato su un arricchimento del modello di Super Sprint, e Badlands risentì della sua concorrenza, venendo spesso messo a confronto e ottenendo meno successo.